# رازفان نياغو
رازفان نياغو (بالرومانية: Răzvan Neagu)‏ هو لاعب كرة قدم روماني في مركز الهجوم، ولد في 25 مايو 1987 في باكاو في رومانيا. شارك مع منتخب رومانيا تحت 21 سنة لكرة القدم. أما مع النوادي، فقد لعب مع نادي بترولول بلويشتي ونادي فاسلوي.